# Водопады Крыма

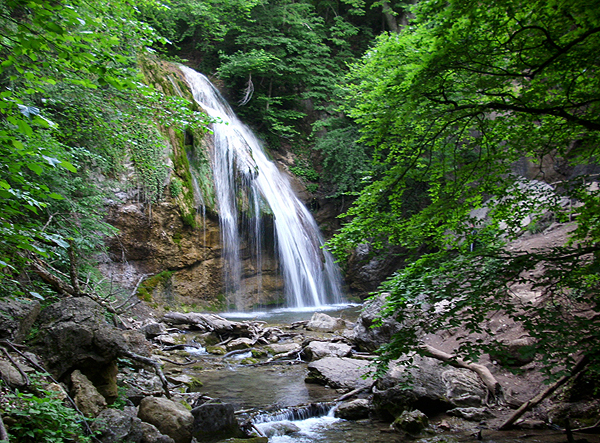
Водопад Джур-Джур

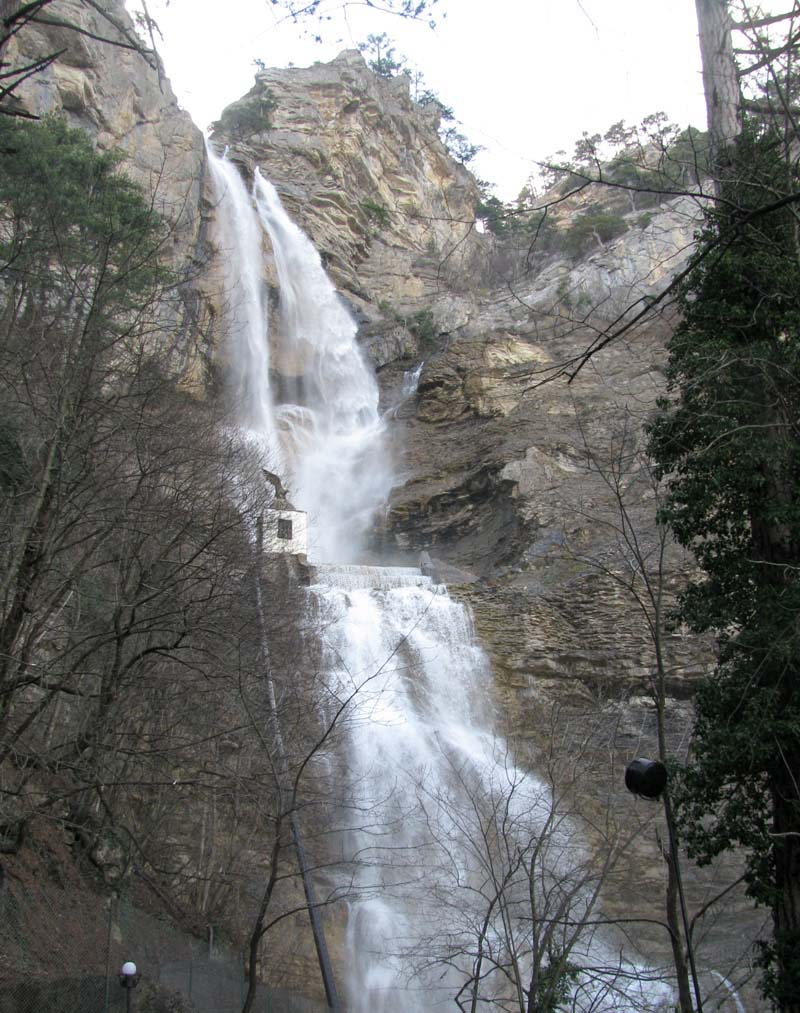
Водопад Учан-Су

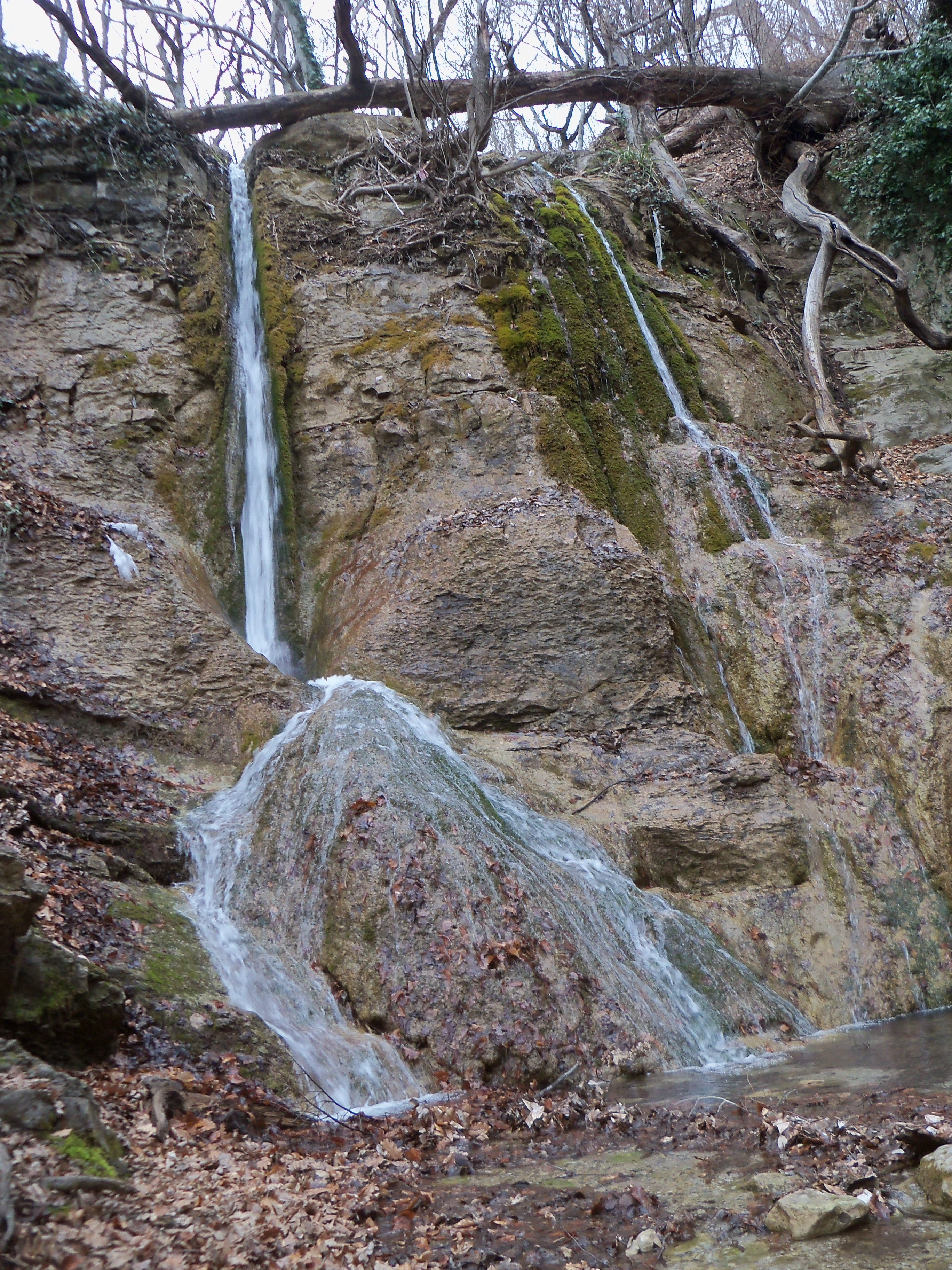
Водопад Гейзер

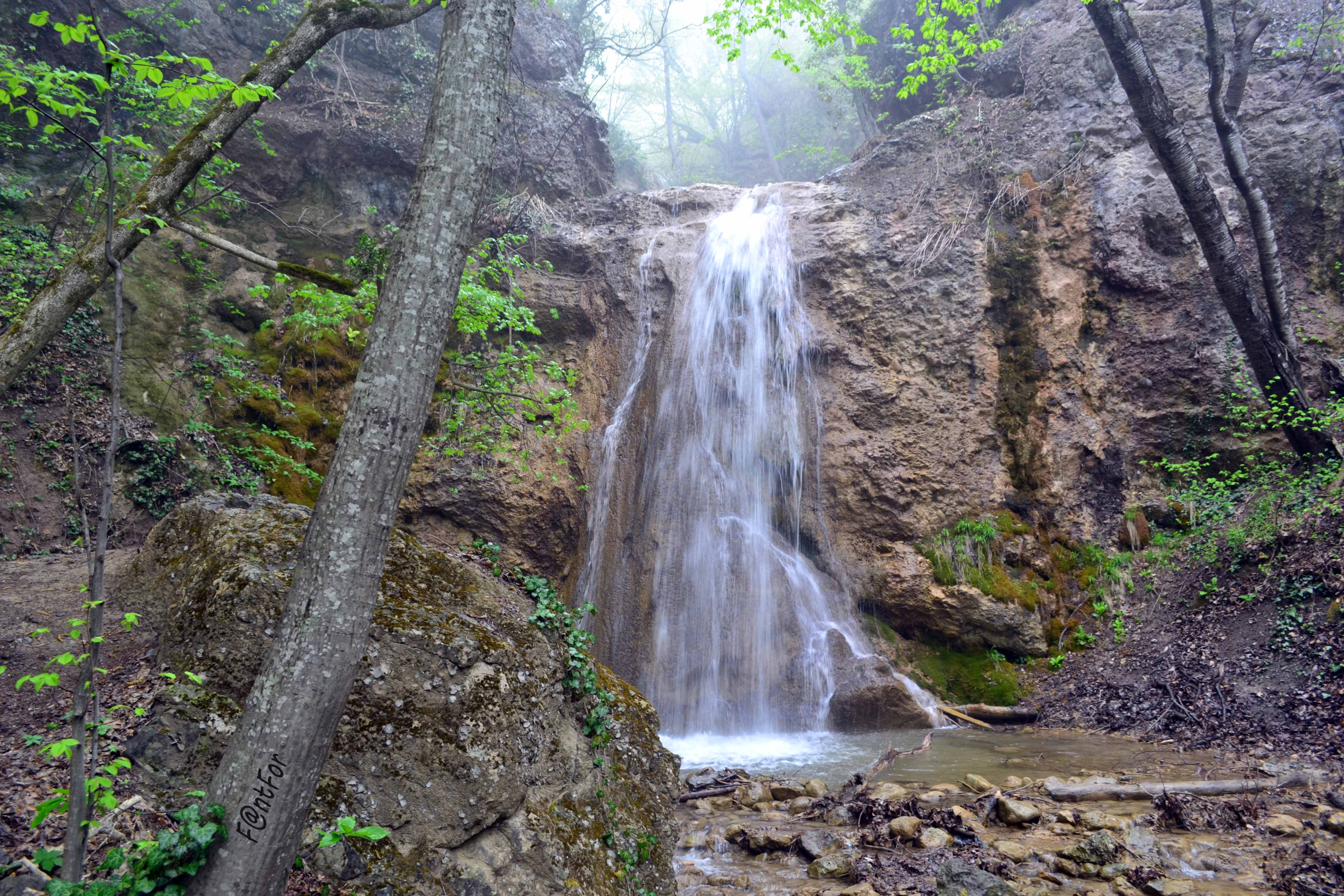
Ускутские водопады

Водопады Крыма — водопады, расположенные на территории полуострова Крым.
Несмотря на относительную скудность внутренних водных ресурсов полуострова, в Крыму насчитывается более 100 водопадов, водопадных рек и каскадов, состоящих из серии небольших водопадов-уступов. Большинство водопадов являются сезонными (эфемерными), и наполняются водой лишь весной при таянии снега или после обильных дождей, летом они пересыхают.
Бо́льшая часть водопадов находится в пределах южной части Главной гряды Крымских гор, с самыми большими перепадами высот; водопады в пределах Внутренней гряды, в основном, имеют сезонный характер.
Ниже приведена краткая информация о наиболее известных водопадах.
Джур-Джур — самый мощный водопад в Крыму: его средний многолетний расход воды составляет 270 литров в секунду. Не иссякает даже в самое сухое время года.. Расположен на территории Алуштинского региона в окрестностях села Генеральского, на высоте 468 м над уровнем моря. Река Улу-Узень спускается со стометровой высоты по трёхкаскадному порогу. С известнякового уступа, высота которого 15 метров, широким пятиметровым потоком вода обрушивается в глубокий котлован и бурно стремится вниз по руслу реки.
Учан-Су — расположен на одноимённой реке, самый высокий водопад Крыма. Водопад находится на высоте 390 метров над уровнем моря на юго-западных склонах Ялтинской яйлы в шести километрах к западу от Ялты. Высота водопада — 98,5 метров, по другим данным — 115,5 м.
Арпатский водопад — серия каскадов на реке Арпат, которые образуют «золотые ванны молодости», покрытые жёлтым туфолитом.
Водопад Головкинского — высотой 12 м. Находится на реке Узень-Баш, в ущелье Яман-Дере, которая берёт начало на северных склонах Бабуган-яйлы. Включает каскад водопадов, состоящей из восьми естественных террас-уступов.
Козырёк — образовался на ручье Кобалар-Су, притоке реки Уркуста в юго-западном Крыму. Имеет причудливый нарост на вершине, напоминающий козырёк.
Гейзер — расположен на реке Алака. Крупнейший в каскаде водопадов на ней. Находится в 9 км на северо-восток от Алушты. Высота 10 м. При ударе о камень часть воды отскакивает наверх, что создаёт иллюзию биения гейзера.
Серебряные струи (Серебряные струны) — на реке Сары-Узень в Бахчисарайском районе, на высоте приблизительно 550 м над уровнем моря. Один из самых полноводных водопадов Крыма.
Джурла — водопад на реке Джурла (другие названия Алака, Сотера, Биюк-Дере) в одноимённом урочище в Крымских горах. Водопад представляет собой серию невысоких каскадов общей высотой около 6 м.
Суаткан — на реке Суаткан в Бахчисарайском районе. Высота 13 м, относится к числу временных водотоков.
Массандровский водопад, также Массандровский источник — небольшой водопад, каптированный карстовый источник на юго-западном склоне Никитской яйлы (южный склон Крымских гор). Мощный карстовый источник с наибольшим расходом воды в паводок в 22,8 м³/с. Находится среди скал и лесного массива на высоте 240 м над уровнем моря.
Су-Учхан — имеет высоту приблизительно 30 метров, вода с него спускается каскадами. Воды, идущие из Долгоруковского массива, несут в себе растворённую известь (карбонат кальция), образуя туфовую площадку в нижней части водопада.
Ускутские водопады — система эфемерных каскадов и водопадов на реке Ускут в городском округе Алушта. Находятся в верховье реки, в ущелье, ведущем с перевала Кок-Асан-Богаз, между вершинами Хургуч и Кыз-Кая. Состоят из нескольких живописных каскадов с водопадами, между отвесных скал среди густого леса.
Черемисовские водопады — серия водопадов, расположенных в ущелье Кок-Асан Белогорского района Крыма. Водопады образованы небольшой горной речкой Кучук-Карасу. Как большинство горных рек Крыма пересыхают летом.
Мердвен-Тобе — на реке Уппа в окрестностях Севастополя, недалеко от села Родное. Высота около 6 метров.
Водопад Трёх Святителей — находится на территории, принадлежащей Топловскому Свято-Параскевиевскому женскому монастырю. Окружён горными возвышенностями и густыми лесами.